# Karakal
Karakalen (latin: Caracal caracal; efter tyrkisk karakulak, af kara "sort" og kulak "øre"), på dansk også kaldet ørkenlos eller fuglefænger, er et mellemstort dyr i kattefamilien. Karakalen bliver 60-91 cm lang med en hale på 23-31 cm, og vejer 6-19 kilo. Den lever i store dele af Afrika og det sydvestlige Asien. Den kan springe op til tre meter op i luften efter fugle.